# Colias romanovi
Colias romanovi is een vlindersoort uit de familie van de Pieridae (witjes), onderfamilie Coliadinae.
Colias romanovi werd in 1885 beschreven door Grum Grshimaïlo.